# Franz Brandts

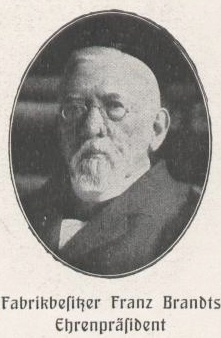
Franz Brandts als Ehrenpräsident des Deutschen Katholikentags in Aachen, 1912

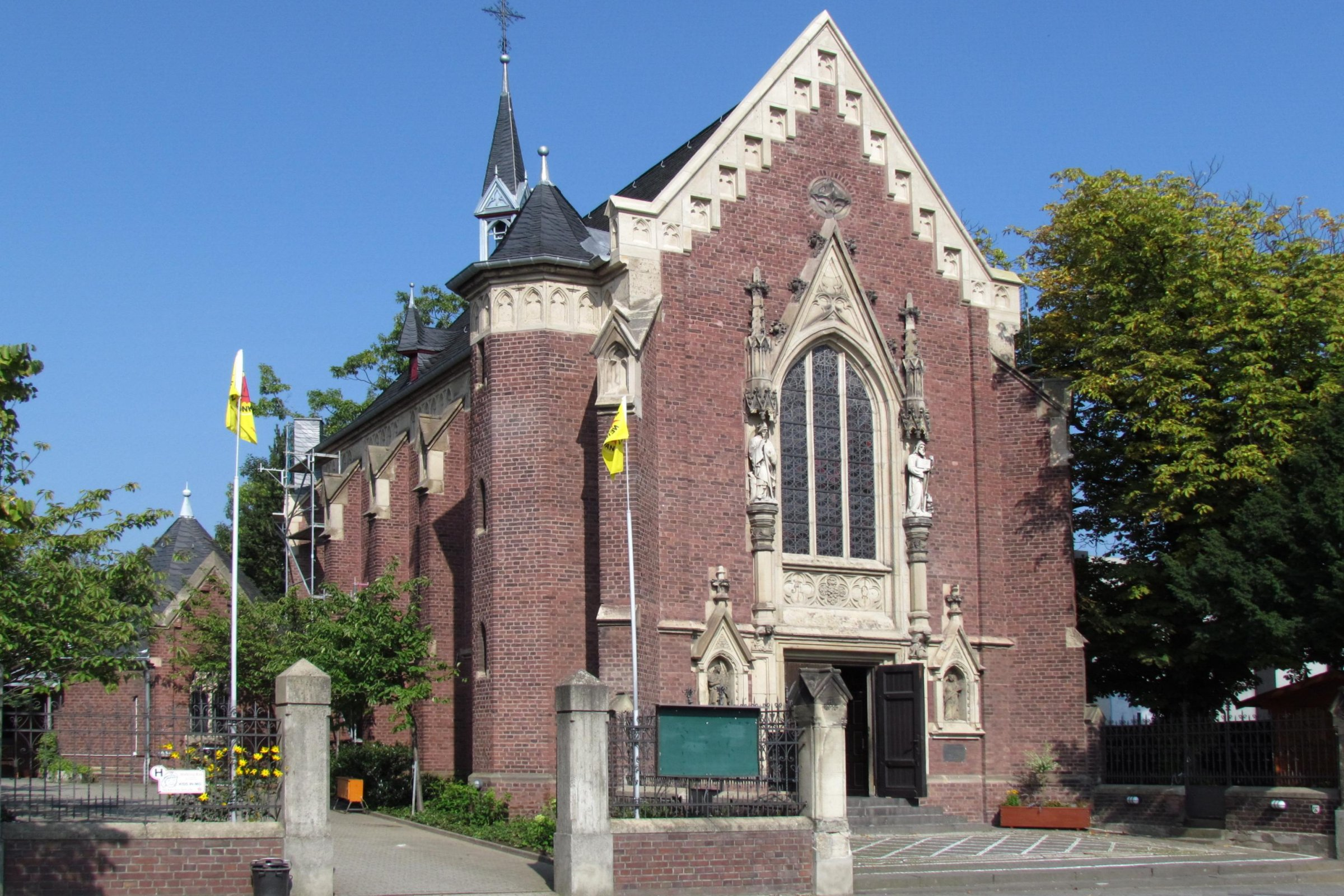
Brandtskapelle Rudolfstraße

Franz Brandts (* 12. November 1834 in Gladbach; † 5. Oktober 1914 ebenda) war ein Industrieller, katholischer Aktivist und Lokalpolitiker.

## Leben
Er wurde geboren als Sohn des Textilverlegers Franz Anton Brandts (1801–1876) und dessen Gattin Appolonia geb. Dehaut (1807–1889).
Franz Brandts war zunächst von 1849 bis 1872 im Textilbetrieb seines Vaters tätig. 1872 gründete er eine eigene Firma, die sich sehr erfolgreich entwickelte. Er initiierte dort einen Arbeiterausschuss. Die 1885 erlassene Fabrikordnung garantierte den Arbeitern in betrieblichen Dingen Mitverwaltung, war also eine Vorstufe eines Betriebsrats im heutigen Sinne. Die Fabrik von Franz Brandts verfügte über eine eigene Krankenversicherung, Darlehnskasse, Bücherei, Betriebsküche, Kindergarten und Nähschule. Brandts baute Wohnungen, die seine Arbeiter günstig erwerben konnten. Für die damalige Zeit war das soziale Engagement wegweisend.
Franz Brandts führte in der Textilstadt Mönchengladbach 1865 als erster den mechanischen Webstuhl ein, den er in England kennengelernt hatte.
1880 wurde Brandts Vorsitzender des mit Georg von Hertling gegründeten Verbandes katholischer Industrieller und Arbeiterfreunde namens "Arbeiterwohl", der die soziale Verantwortung der Arbeitgeber und die Partnerschaft zu den Arbeitern stärken sollte. Daraus entwickelte sich dann 1890 der Volksverein für das katholische Deutschland, den Brandts zusammen mit Franz Hitze, Ludwig Windthorst und anderen gründete und dessen Vorsitz er ebenfalls übernahm. Die Zentrale dieses Vereins war deswegen auch Mönchengladbach. Überdies wirkte Brandts von 1871 bis 1904 als Sprecher (Vorsitzender) der Zentrumsfraktion in der Stadtverordnetenversammlung.
Er ließ die Kath. Kapelle St. Aloysius (heute Kath. Brandtskapelle St. Aloysius) in Mönchengladbach-Waldhausen erbauen, die man 1896 einweihte. Der Entwurf stammte von Regierungsbaumeister a. D. Anton Peter Neu.
Franz Brandts unterstützte auch die sozialstudentischen Bestrebungen von Carl Sonnenschein und wurde 1905 Ehrenmitglied des "Akademischen Vereins Suevia" im KV an der Kölner Handelshochschule. 1912 fungierte er als Ehrenpräsident des 59. Katholikentags in Aachen. Nach seinem Tode erschien in den Akademischen Monatsblättern des KV ein drei Seiten langer Nachruf, verfasst von Carl Sonnenschein. Der KV-Ortszirkel Mönchengladbach trägt auch jetzt noch den Namen "Franz Brandts".